# Still Life (2006)
Still Life (三峡好人, Sanxia haoren in het Chinees) is een Chinese film van Jia Zhangke.
De film werd opgenomen bij de oude stad Fengjie, die in 2002 is verplaatst vanwege de bouw van de Drieklovendam (een stuwdam in de Yangtze), waardoor het waterpeil zou stijgen van 90-105 meter tot 135 meter.
In de film moeten mensen het dorp verlaten en keren ze later tijdens het stijgen van het water weer naar Fengjie terug. Zo keert een mijnwerker terug om zijn vrouw te zoeken en een verpleegkundige haar man.
De film ging in première op het Filmfestival van Venetië in 2006 als verrassingsfilm en won ook een Gouden Leeuw.
De Nederlandse première was 21 juni 2007.